# Casa de pe dealul bântuit
House on Haunted Hill este un film de groază american din 1959 regizat de William Castle. Actorii principali sunt Vincent Price, Carol Ohmart și Elisha Cook Jr.
In 1999 a fost realizat un remake pentru acest film.

## Distribuție
- Vincent Price
- Carol Ohmart
- Elisha Cook Jr.
- Carolyn Craig
- Alan Marshal
- Julie Mitchum
- Richard Long